# 陈学昭

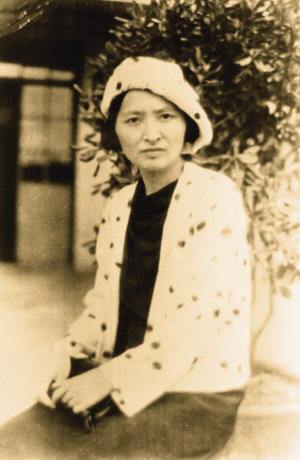
1936年的陈学昭

陈学昭（1906年4月17日—1991年10月10日），原名陈淑英、陈淑章。曾用笔名学昭、野渠、式徽、惠、玖等，祖籍河南，生于浙江海宁，中国作家、记者。她是中国20世纪最多产的女作家之一。她支持毛泽东的文化政策。

## 生平
祖籍河南，1906年生于浙江海宁，1920年在南通的中国第一家女子师范学校南通女师受预科教育。该校是1902年由张謇创办的。1922年，她进入上海爱国女学文科。她加入浅草社，于1923年发表处女作《我所希望的新妇女》。此外，1927年，陈学昭在《新女性》杂志上发表了一篇文章《现代女子的苦闷尾声》“解释女性选择单身的新现象”，像其他中国新女性那样“参与公民生活”而不是持家。她在浙江和北京听课。1925年，出版第一部散文集《倦旅》。协助创办杂志《语丝》《新女性》。1927年—1935年，她在巴黎学习西方文学。1927年—1931年，她兼任天津《大公报》驻欧特派记者。期间，她在法国与医学生何穆结婚。1935年在法国克莱蒙大学获文学博士学位后，她与丈夫回国；他们于1941年离婚。

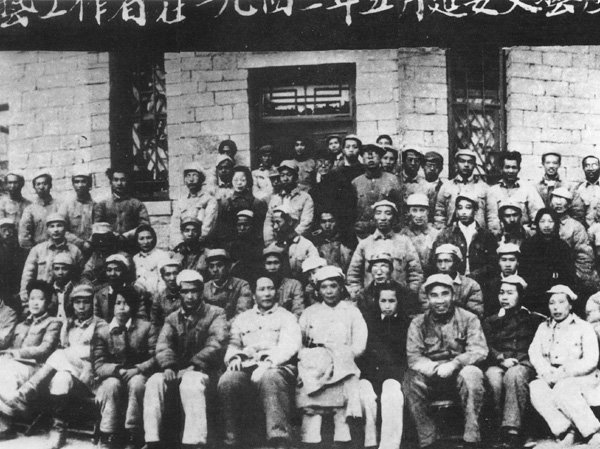
毛泽东与陈学昭等人在延安文艺座谈会（陈学昭在第三排左起第五）

1940年，她去延安，1942年秋成为《解放日报》四版编辑，后调任中共中央党校四部文化教员，被毛泽东称赞为“既是文学家，又是教育家”。1942年她与毛泽东参加了决定中国共产党文艺政策的延安文艺座谈会。:xxi毛泽东发表讲话《在延安文艺座谈会上的讲话》，这是一份重要的政策文件，也是延安整风运动的基础。:12
1945年，陈学昭参加接待到延安访问的国民参政会黄炎培、傅斯年、褚辅成、赵超构等六人。7月14日加入中国共产党，其申请仅在被批示“多向列宁学习”后就被迅速批准。:xxii9月中下旬离开中央党校，10月初离开延安赴东北。中央原决定陈学昭去法国参加国际妇联活动。次年任《东北日报》副刊编辑。1949年，她成为浙江大学党支部书记兼中文系教授，在浙大因為主張全校應該學習毛泽东《在延安文艺座谈会上的讲话》改造思想而與數學系系主任蘇步青爭執。:121953年，为中国出访苏联代表团之一。1957年，她被打为右派，失宠。文化大革命期间，陈学昭一度间断了写作。1978年她恢复写作。
陈学昭还将巴尔扎克的一些作品和戴高乐的《6月18日呼籲》由法语翻译为中文。她于1991年去世。

## 作品精选
- 散文集《忆巴黎》（1929年）
- 散文集《如梦》（1929年）
- 长篇小说《南风的梦》（1929年）
- 很大程度上是自传性质的长篇小说《工作着是美丽的》（1949年）
- 中篇小说《土地》（1953年）
- 长篇小说《春茶》（1957年）
- 回忆录. 花城出版社. 1981年.，英译本Xuezhao Chen; Jeffrey C. Kinkley; Caroline Greene. . M.E. Sharpe. 1990年. ISBN 978-1-56324-553-4.